# ちょうこくぐ座ベータ星
ちょうこくぐ座β星（ちょうこくぐざベータせい、β Caeli、β Cae）は、ちょうこくぐ座の恒星である。見かけの等級は5.04で、暗いが肉眼でみることができる明るさである。年周視差に基づいて計算した太陽からの距離は、約94光年である。視線速度の時間変化から、みえない伴天体があり、対になる天体は褐色矮星か非常に質量の低い恒星と考えられる。

## 特徴
| 太陽 | ちょうこくぐ座β星 |
| ---- | ----------------- |
| 太陽 | Exoplanet         |

ちょうこくぐ座β星は、F3型の主系列星または準巨星とみられる。質量は太陽のおよそ1.5倍、半径は太陽のおよそ1.7倍と推定される。年齢は十数億年とみられるが、自転速度は約97.5km/sと速い。

### 伴星の可能性
ちょうこくぐ座β星は、視線速度が時間変化しているとされており、距離が近いこともあって、太陽系外惑星の捜索対象となっている。また、ちょうこくぐ座β星に関係することがほぼ間違いないX線源がROSATによって検出されており、赤色矮星の伴星を持つ可能性が指摘されていた。しかし、補償光学を用いた近赤外線での高空間分解能観測では、ちょうこくぐ座β星から55 au以上外側には、恒星の伴星はないとされた。
そこで、長期にわたる視線速度曲線の詳細な分析が行われた結果、伴天体による長期的な変動と、脈動を示す高周波の振動との重ね合わせで、最もよく説明できることがわかった。この長期的な変動の時間尺度、振幅、中心星の質量を考慮し、円軌道を仮定して伴天体の条件を推定すると、最低質量が木星のおよそ40倍、軌道半径が3 auより大きい、と求められた。この結果、ちょうこくぐ座β星は、褐色矮星か非常に低質量の恒星を伴う分光連星である可能性があるとされている。